# Venegono Superiore
Venegono Superiore (Venegòn da Sura in dialetto varesotto) è un comune italiano di 7282 abitanti della provincia di Varese, in Lombardia.

## Storia
I primi documenti che riguardano Venegono Superiore sono datati all'XI secolo, sebbene nel suo territorio siano state segnalate vestigia romane, come tracce della strada Comum-Novaria, segni di centuriazione e un cippo votivo.
Appartenne al Seprio e al Ducato di Milano. Il nucleo storico è dominato dal castello dei Comboniani, che in età medioevale ospitò processi per stregoneria. Nel castello e nelle località di Monteruzzo, Monterosso e Pianbosco si documentano episodi relativi alla caccia alle streghe, in particolare quelli di Elisabetta Oleari e Margherita Fornasari.
Venegono Superiore annesse Venegono Inferiore col nome di Venegono in due occasioni: in età napoleonica e in quella fascista (nel 1928, unione che durò fino al 1960). Le due località risultavano tuttavia già smembrate nel 1454, quando un diploma imperiale di Federico III d'Asburgo aveva concesso in feudo Venegono Superiore alla famiglia Casteglioni e Venegono Inferiore a quella dei Pusterla. 
Nel 1986 venne individuata una bisca clandestina presso la Villa Caproni. L'organizzazione era finalizzata alle truffe ai danni di ricchi giocatori attratti da personaggi famosi, come lo stesso conte Achille Caproni ed Emilio Fede, entrambi condannati nel 1986. Nel 1987, in appello, Emilio Fede è stato assolto con formula dubitativa dalle accuse più pesanti (associazione per delinquere), mentre l'accusa per gioco d'azzardo è caduta per amnistia.

### Simboli
Lo stemma è stato concesso con regio decreto del 7 aprile 1910.
Il gonfalone è un drappo di azzurro.

## Monumenti e luoghi d'interesse

### Architetture religiose
- Chiesa di San Giorgio Martire

### Architetture civili

#### Castello Castiglioni Busti
Impostato su una pianta a "U" aperta verso sud, il castello è un rifacimento neogotico di una più antica struttura. Situato in posizione dominante sul nucleo storico di Venegono Superiore, il castello, immerso in un ampio parco, è oggi occupato dall'Istituto per le missioni africane.

## Società

### Evoluzione demografica
- 500 nel 1751
- 735 nel 1805
- 1128 nel 1853

Abitanti censiti

## Cultura
La Biblioteca Comunale ha istituito un fondo, che porta il nome di Tiziano Sclavi, poiché il creatore di Dylan Dog è venegonese.

### Musica
Luogo di formazione del gruppo PornoRiviste, gruppo musicale punk rock.

## Economia

### Industria
L'Aermacchi si estende da Venegono Superiore a Venegono Inferiore. Per molti anni presso Venegono è stata presente l'impresa C.E.V.-Costruzioni Elettromeccaniche Venegonesi. Sotto diverse proprietà, si occupava della progettazione e costruzione di fanaleria, strumentazione di primo equipaggiamento o aftermarket per ciclomotori, motocicli ed autoveicoli. 

## Infrastrutture e trasporti
Il paese, insieme al comune di Castiglione Olona, è servito dalla ferrovia Saronno-Laveno tramite la Stazione di Venegono Superiore-Castiglione Olona.

## Amministrazione
| Periodo          | Periodo        | Primo cittadino  | Partito                       | Carica                  | Note |
| ---------------- | -------------- | ---------------- | ----------------------------- | ----------------------- | ---- |
| 11 febbraio 2013 | 26 maggio 2013 | Angelo Caccavone | -                             | Commissario Prefettizio |      |
| 27 maggio 2013   | 15 maggio 2023 | Ambrogio Crespi  | centrodestra                  | Sindaco                 |      |
| 15 maggio 2023   |                | Fabiano Lorenzin | lista civica Con Senso Civico | Sindaco                 |      |

## Sport

Ex stemma (in uso fino al 2024) della Varesina, club calcistico comunale.

Nel 1953 fu fondato il principale club calcistico locale, l'Associazione Calcio Venegonese, poi ridenominato Football Club Venegono. Militò per gran parte della sua esistenza nei campionati regionali lombardi: il massimo risultato fu la partecipazione al campionato di Serie D 2004-2005. Nel 2010 la società fallì e alcuni esponenti della stessa si accordarono con l'Associazione Sportiva Dilettantistica Castiglione di Castiglione Olona per fondersi e costituire un nuovo sodalizio, che assunse la denominazione di Varesina e stabilì la propria sede a Venegono Superiore, eleggendo a terreno casalingo il locale campo sportivo comunale. La società vanta quale maggior successo alcune partecipazioni al campionato di Serie D.
Seconda squadra comunale fu la Virtus Venegono, mai spintasi oltre le divisioni dilettantistiche locali.
La squadra locale di pallacanestro è l'A.S.D. Basket Venegono, la cui prima squadra milita attualmente nella 5 lega italiana, le serie C Unica.